# Zygmunt Cytowicz

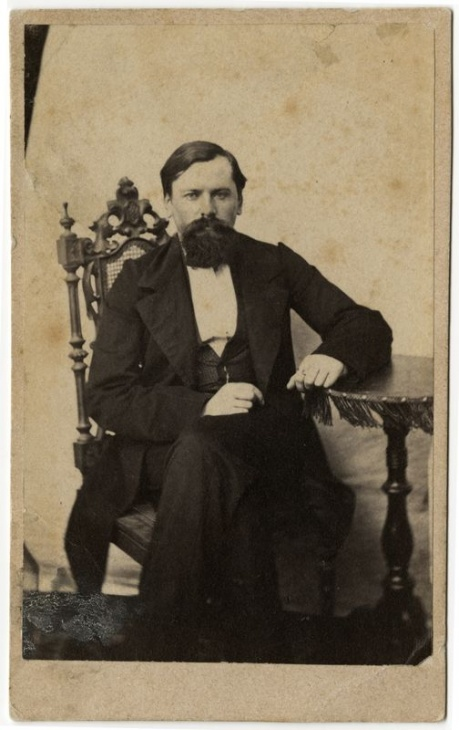
Zygmunt Cytowicz

Zygmunt Cytowicz (ur. 11 sierpnia 1833 w Podubisiu, zm. 6 kwietnia 1863 pod Cytowianami) – polski ziemianin, naczelnik wojenny powiatu rosieńskiego w  powstaniu styczniowym.
Zygmunt Cytowicz był synem Stanisława i Wincenty z Marchlewiczów. Urodził się w majątku Podubisie w powiecie szawelskim. Po ukończeniu szkoły kadetów w Sankt Petersburgu służył w artylerii konnej. W roku 1853 uzyskał stopień oficera. Po śmierci ojca około roku 1856 porzucił służbę wojskową i osiadł w swoim majątku Szawkotach  w powiecie rosieńskim.
Po wybuchu powstania styczniowego w roku 1863 Rząd Narodowy mianował go naczelnikiem wojennym tegoż powiatu. Obznajomiony ze sztuką wojenną, pełen zapału i energii, zajął się natychmiast przygotowaniami do zbrojnego wystąpienia. Ustanowił zarząd cywilny, wyznaczył naczelnika powiatowego oraz naczelników okręgowych i parafialnych, polecając im przeprowadzić organizację tudzież zbierać pieniądze na zakup broni z Prus. Równocześnie nakazał robić ładunki, gromadził ołów i kosy, zamówił do obozu kowali i rzemieślników oraz wyznaczył punkt zborny w lasach między Cytowianami a Szydłowem. Wreszcie z dwudziestoma ochotnikami wyruszył na punkt zborny.
W niespełna tydzień liczba ochotników wzrosła do dwustu kilkudziesięciu. Rosjanie, powiadomieni o tym, ruszyli przeciw niemu trzema kolumnami z Lidowian i Szydłowa. 7 kwietnia przyszło pod Cytowianami do nierównej, z góry przesądzonej walki. Po stronie Rosjan były 4 kompanie piechoty i 3 szwadrony huzarów – po stronie powstańców około 250 ludzi. Nie pomogło wysłanie naprzód Pawła Cytowicza z trzydziestoma ludźmi, by zaatakować jedną z nadciągających kolumn. Rosjanie po chwilowym cofnięciu się ruszyli ponownie i w krótkim czasie, rozproszywszy cały oddział, wdarli się do środka obozu powstańczego.
Cytowicz rzucił się z pozostałą przy nim garstką kosynierów na nieprzyjaciela, lecz padł przeszyty kilkunastoma kulami. Przegrana i śmierć Zygmunta Cytowicza sprawiła w okolicy wrażenie przygnębiające. Zaczęły krążyć wieści, że Cytowicz popełnił zdradę, że był w zmowie z innymi panami, by wydać na rzeź włościan, którymi był zapełniony jego oddział. Były to oszczerstwa, rozsiewane przez szpiegów i policję rosyjską.